# Spills and Chills
Spills and Chills (Serientitel in den USA: Sports News Reviews: Spills and Chills) ist ein US-amerikanischer Kurzfilm aus dem Jahr 1949 von Robert Youngson. Der Produzent des Films Walton C. Ament war mit Spills and Chills für einen Oscar nominiert.

## Inhalt
Der zehnminütige Film erinnert an wagemutige Draufgänger, fliegende Menschen und Stunt-Künstler, die auch in Schmierentheatern auftraten, und ihre Kunststücke präsentierten. Youngsons Zusammenstellung erinnert an so unterhaltende Vorträge wie „The Golden Age of Comedy“, „When Comedy Was King“ und „The Great Chase“ sowie an Lillian Boyers sorglose Auftritte auf einer Strickleiter, die am Flügel eines Doppeldeckers befestigt ist.

## Produktionsnotizen und Veröffentlichung
Es handelt sich um eine Warner Bros. Produktion. Ein Teil des Materials wurde häufig wiederverwertet.
Der Film hatte in den USA am 13. August 1949 Premiere.

## Auszeichnung
Walton C. Ament war auf der Oscarverleihung 1950 mit dem Film in der Kategorie „Bester Kurzfilm“ (1 Filmrolle) für einen Oscar nominiert, musste sich jedoch Jack Eaton und seinem Film Aquatic House Party geschlagen geben.